# Zes zaken voor Rechter Tie
Zes zaken voor Rechter Tie is een bundel met zes afzonderlijke misdaadverhalen uit 1960 van Robert van Gulik, uit zijn Rechter Tie-serie. De verhalen spelen alle in de zevende eeuw na Christus.
De zes korte verhalen zijn chronologisch gerangschikt, meldt Van Gulik in zijn voorwoord. Ieder verhaal heeft een korte inleiding, die het vertelsel in de loopbaan van Rechter Tie inpast. Alle plotten hebben de voor Van Gulik gebruikelijke diepgang, maar zijn vanzelfsprekend minder verweven dan in zijn romans.
De Chinese staatsman Tie-Jen-Tsjiè is een historische figuur, die van 630 tot 700 leefde. Hij stond bij zijn volk bekend als een scherpzinnige speurder, en leeft als zodanig in talloze vertellingen voort. De sinoloog Robert van Gulik heeft dit gegeven als basis voor zijn Rechter Tie-serie gebruikt.
Ook zijn Zes zaken voor Rechter Tie heeft Van Gulik zijn bijna volledig fictieve plotten in de Chinese samenleving van Tie's tijd gebed. Een van de aspecten daarvan is, dat er in een Rechter Tie-mysterie niet op een mensenleven meer of minder wordt gekeken. Al was het maar omdat de Chinese wet uit die tijd voorziet in een variëteit aan doodstraffen.
Maar het sleutelkenmerk van alle Rechter Tie-mysteries is, dat Van Gulik zijn lezers volledig laat delen in de wiskundige precisie waarmee hij Rechter Tie zijn complexe plotten laat oplossen. De illustraties in Chinese stijl, door Van Gulik zelf, mogen hierbij niet onvermeld blijven.

## Gegevens
- Schrijver: R.H. van Gulik; uitgever: Elsevier Nederland BV te Amsterdam/Brussel; genre: fictie; eerste druk in 1961; ISBN 90-10-02508-X.